# Stewia

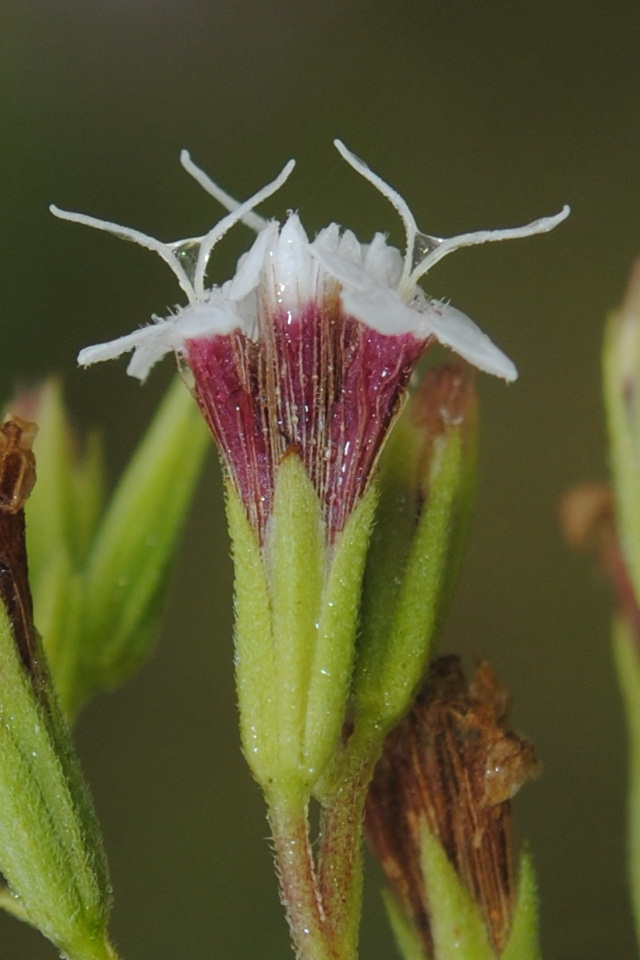
Kwiatostan Stevia aristata

Stewia, skupnia (Stevia) – rodzaj z rodziny astrowatych. Obejmuje ok. 270 gatunków. Rośliny te występują w Ameryce Południowej i Ameryce Środkowej sięgając na północy po Meksyk i Stany Zjednoczone. Naukowa nazwa rodzaju upamiętnia Pedro Jaime Esteve (zwanego Steviusem) – botanika i medyka z Walencji, zm. 1556.
Stevia rebaudiana jest rozpowszechniona w uprawie i wykorzystywana jako źródło stewiozydów i do słodzenia potraw i napojów.

## Morfologia

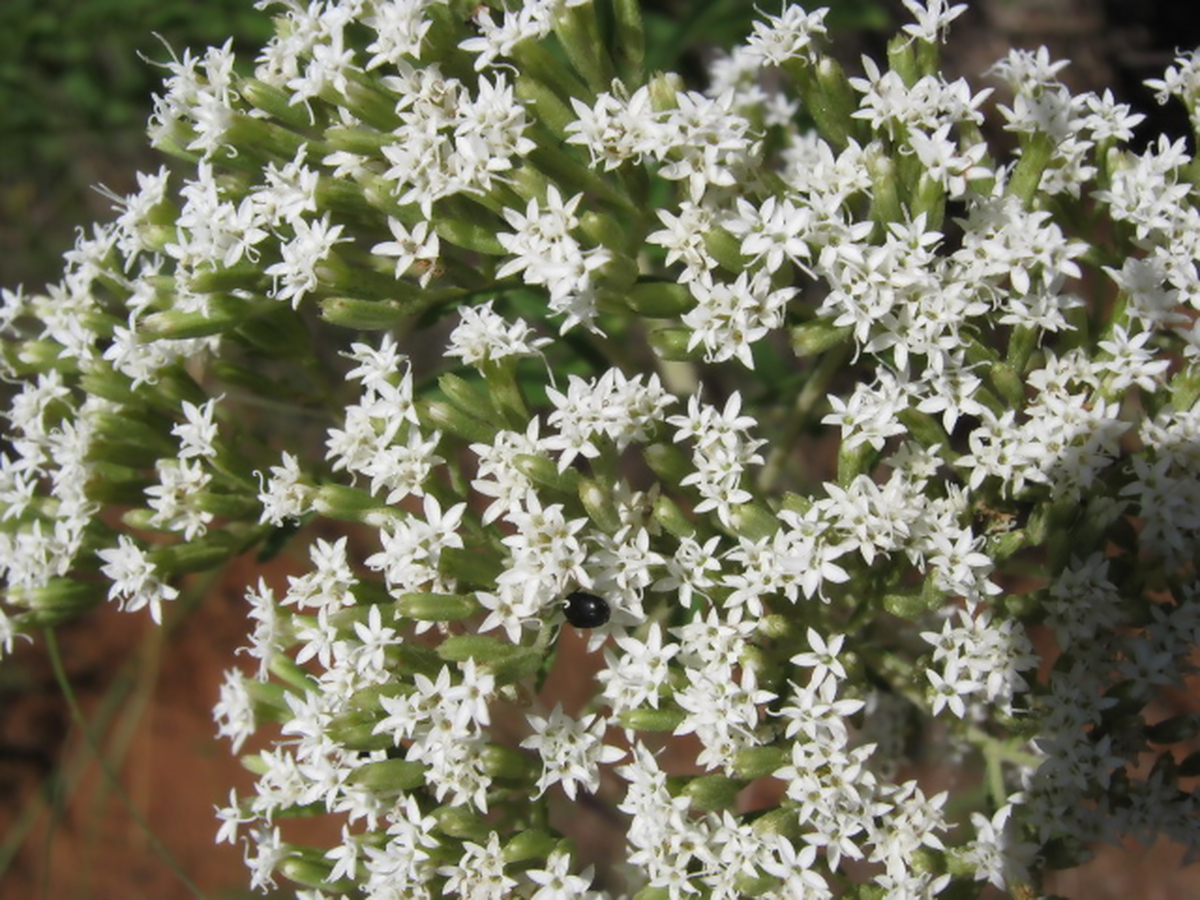
Kwiatostan Stevia serrata

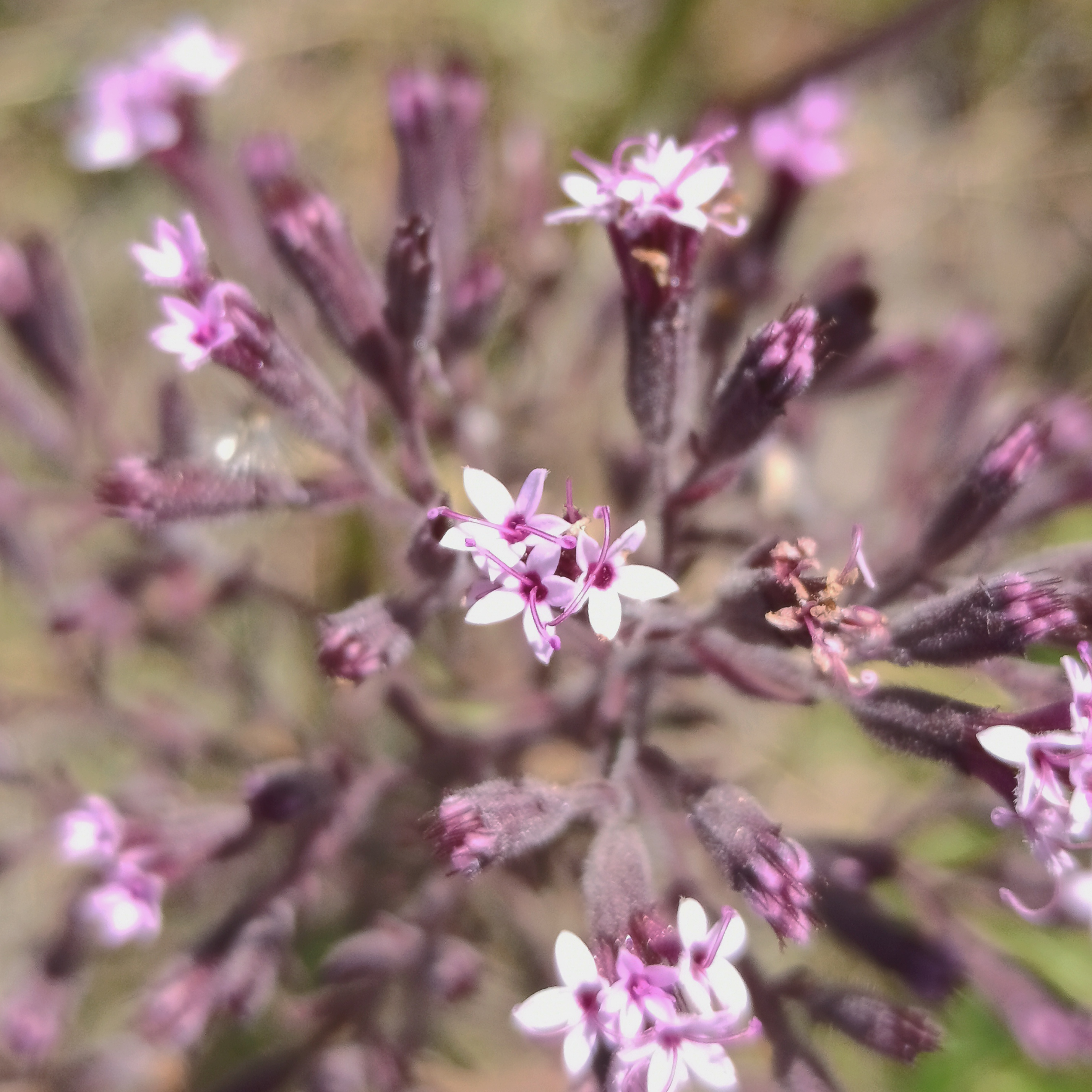
Kwiatostan Stevia viscida

PokrójDo rodzaju należą rośliny jednoroczne, byliny, półkrzewy i krzewy osiągające zwykle ok. 50–120 cm wysokości. Pęd jest wzniesiony i zwykle rozgałęziony.
LiścieNajczęściej naprzeciwległe, rzadziej skrętoległe, ogonkowe lub siedzące. Blaszka liściowa 1- lub 3-żyłkowa, pojedyncza lub trójlistkowa, kształtu od równowąskiego, przez lancetowaty do jajowatego i trójkątnego, całobrzega do piłkowanej, gładka lub naga.
KwiatySkupione w drobne, dyskowate, luźne lub gęste koszyczki, zebrane w wiechowate lub baldachogroniaste kwiatostany złożone. Okrywa koszyczków jest walcowata, z jednym rzędem wąskich listków. Korona kwiatów purpurowa do różowej, rzadziej biała, kształtu dzwonkowatego.
OwoceWąskie i żebrowane niełupki z puchem kielichowym w postaci łusek lub włosków.

## Systematyka
Rodzaj należy do plemienia Eupatorieae Cass., nadplemienia Helianthodae i podrodziny Asteroideae w obrębie rodziny astrowatych (Asteraceae).
Wykaz gatunków
- Stevia achalensis Hieron.
- Stevia alatipes B.L.Rob.
- Stevia alexii G.S.S.Almeida & Carv.-Okano
- Stevia alpina Griseb.
- Stevia alternifolia Hieron.
- Stevia amambayensis B.L.Rob.
- Stevia amblyolepis B.L.Rob.
- Stevia ammotropha B.L.Rob.
- Stevia amplexicaulis Hassl.
- Stevia anadenotricha (B.L.Rob.) Grashoff
- Stevia anderssonii H.Rob.
- Stevia andina B.L.Rob.
- Stevia anisostemma Turcz.
- Stevia apensis B.L.Rob.
- Stevia aristata D.Don ex Hook. & Arn.
- Stevia aschenborniana Sch.Bip.
- Stevia baccharifolia B.L.Turner
- Stevia balansae Hieron.
- Stevia beckii R.M.King & H.Rob.
- Stevia benderi Perkins
- Stevia berlandieri A.Gray
- Stevia bermejensis Hieron.
- Stevia bertholdii B.L.Rob.
- Stevia boliviensis
- Stevia breviaristata Hook. & Arn.
- Stevia bridgesii Rusby
- Stevia burkartii B.L.Rob.
- Stevia burroana B.L.Turner
- Stevia cajabambensis Hieron.
- Stevia calderillensis Hieron.
- Stevia caltepecana B.L.Turner
- Stevia calzadana B.L.Turner
- Stevia camachensis Hieron.
- Stevia camporum Baker
- Stevia caracasana DC.
- Stevia carapariensis Cabrera & Vittet
- Stevia cardiatica Perkins
- Stevia catharinensis Cabrera
- Stevia cathartica Poepp. & Endl.
- Stevia centinelae Cabrera
- Stevia chacoensis R.E.Fr.
- Stevia chamaedrys Griseb.
- Stevia chiapensis Grashoff
- Stevia chilapensis Soejima & Yahara
- Stevia cinerascens Sch.Bip. ex Baker
- Stevia claussenii Sch.Bip. ex Baker
- Stevia clinopodioides Greenm.
- Stevia clivicola B.L.Rob.
- Stevia coahuilensis Soejima & Yahara
- Stevia cochabambensis Hieron.
- Stevia collina Gardner
- Stevia commixta B.L.Rob.
- Stevia concordiana
- Stevia congesta Hook. & Arn.
- Stevia connata Lag.
- Stevia constricta (Grashoff) Soejima, Yahara & K.Watan.
- Stevia copiosa J.Kost.
- Stevia cordifolia Benth.
- Stevia crassicephala Cabrera
- Stevia crassifolia Soejima & Yahara
- Stevia crenata Benth.
- Stevia crenulata Baker
- Stevia cruziana Malme
- Stevia cruzii Grashoff
- Stevia cryptantha Baker
- Stevia cuneata Hassl.
- Stevia cuzcoensis Hieron.
- Stevia decumbens Greene
- Stevia decussata Baker
- Stevia deltoidea Greene
- Stevia dianthoidea Hieron.
- Stevia dictyophylla B.L.Rob.
- Stevia discolor B.L.Rob.
- Stevia divaricata DC.
- Stevia dubia B.L.Rob.
- Stevia ecatepecana Soejima, Yahara & K.Watan.
- Stevia eclipes B.L.Rob.
- Stevia elatior Kunth
- Stevia enigmatica B.L.Turner
- Stevia entreriensis Hieron.
- Stevia ephemera Grashoff
- Stevia estrellensis Hassl. ex B.L.Rob.
- Stevia eupatoria Willd.
- Stevia fiebrigii Hieron.
- Stevia filipes Rusby
- Stevia filodecaballoana Soejima, Yahara & K.Watan.
- Stevia fruticosa Griseb.
- Stevia galeopsidifolia Hieron.
- Stevia gardneriana Baker
- Stevia gilliesii Hook. & Arn.
- Stevia glandulosa Hook. & Arn.
- Stevia glanduloso-pubescens Hieron.
- Stevia glomerata Hieron.
- Stevia gratioloides Hook. & Arn.
- Stevia grazielae Quaresma & J.N.Nakaj.
- Stevia grisebachiana Hieron.
- Stevia heptachaeta DC.
- Stevia herrerae B.L.Rob.
- Stevia hilarii B.L.Rob.
- Stevia hintonii (Grashoff) B.L.Turner
- Stevia hintoniorum B.L.Turner
- Stevia hirsuta DC.
- Stevia hispidula DC.
- Stevia hoppii B.L.Rob.
- Stevia hypomalaca B.L.Rob.
- Stevia iltisiana Grashoff
- Stevia incognita Grashoff
- Stevia involucrata Sch.Bip. ex Baker
- Stevia isomeca Grashoff
- Stevia jaliscensis B.L.Rob.
- Stevia jorullensis Kunth
- Stevia jujuyensis Cabrera
- Stevia karwinskyana Steud.
- Stevia kuhnioides Rusby ex B.L.Rob.
- Stevia kuntzei Hieron.
- Stevia lasioclada Grashoff
- Stevia latifolia Benth.
- Stevia lechleri Hieron.
- Stevia lehmannii Hieron.
- Stevia lemmonii A.Gray
- Stevia leptophylla Sch.Bip. ex Baker
- Stevia leucosticta B.L.Rob.
- Stevia liebmannii Sch.Bip. ex Klatt
- Stevia lilloi B.L.Rob.
- Stevia lita Grashoff
- Stevia lucida Lag.
- Stevia lundiana DC.
- Stevia macbridei B.L.Rob.
- Stevia macvaughii Grashoff
- Stevia maimarensis (Hieron.) Cabrera
- Stevia mandonii Sch.Bip.
- Stevia martinii B.L.Turner
- Stevia mascotensis Soejima & Yahara
- Stevia melancholica B.L.Rob.
- Stevia melissifolia Sch.Bip.
- Stevia menthifolia Sch.Bip.
- Stevia mercedensis Hieron.
- Stevia mexicana Soejima, Yahara & K.Watan.
- Stevia miahuatlana B.L.Turner
- Stevia micradenia B.L.Rob.
- Stevia micrantha Lag.
- Stevia microchaeta Sch.Bip.
- Stevia minor Griseb.
- Stevia mitopoda B.L.Rob.
- Stevia monardifolia Kunth
- Stevia morii R.M.King & H.Rob.
- Stevia multiaristata Spreng.
- Stevia myriadenia Sch.Bip. ex Baker
- Stevia myricoides McVaugh
- Stevia neglecta Rusby
- Stevia nelsonii B.L.Rob.
- Stevia neurophylla B.L.Rob. & Greenm.
- Stevia oaxacana Soejima & Yahara
- Stevia obovata Rusby
- Stevia occidentalis (Grashoff) Soejima, Yahara & K.Watan.
- Stevia okadae Cabrera
- Stevia oligocephala DC.
- Stevia oligophylla Soejima & Yahara
- Stevia ophiomaches B.L.Rob.
- Stevia ophryodonta B.L.Rob.
- Stevia ophryophylla B.L.Rob.
- Stevia organensis Gardner
- Stevia origanoides Kunth
- Stevia orizabensis B.L.Rob.
- Stevia ovalis B.L.Rob.
- Stevia ovata Willd.
- Stevia pabloensis Hieron.
- Stevia pallida Hieron.
- Stevia palmeri A.Gray
- Stevia parvifolia Hassl.
- Stevia pauciflora J.Kost.
- Stevia pearcei B.L.Rob.
- Stevia pelophila S.F.Blake
- Stevia pennellii B.L.Rob.
- Stevia perfoliata Cronquist
- Stevia petiolata Sch.Bip.
- Stevia philippiana Hieron.
- Stevia phlebophylla A.Gray
- Stevia pilosa Lag.
- Stevia plummerae A.Gray
- Stevia pohliana Baker
- Stevia polycephala Bertol.
- Stevia polyphylla DC.
- Stevia porphyrea McVaugh
- Stevia porphyreoides Yahara & Soejima ex B.L.Turner
- Stevia potosiensis R.M.King & H.Rob.
- Stevia potosina Soejima, Yahara & K.Watan.
- Stevia potrerensis Hieron.
- Stevia pratheri B.L.Turner
- Stevia procumbens Hieron.
- Stevia puberula Hook.
- Stevia punensis B.L.Rob.
- Stevia purdiei B.L.Rob.
- Stevia puricana B.L.Turner
- Stevia purpusii B.L.Rob.
- Stevia pyrolifolia Schltdl.
- Stevia quiexobra B.L.Turner
- Stevia rebaudiana (Bertoni) Bertoni
- Stevia reclinata Rusby
- Stevia regnellii Sch.Bip.
- Stevia reinana B.L.Turner
- Stevia resinosa Gardner
- Stevia reticulata Grashoff
- Stevia revoluta B.L.Rob.
- Stevia riedelii Sch.Bip. ex Baker
- Stevia rojasii Hassl.
- Stevia rosei B.L.Rob.
- Stevia rotundifolia Soejima, Yahara & K.Watan.
- Stevia rzedowskii McVaugh
- Stevia sabulonis B.L.Rob.
- Stevia sahuaribana
- Stevia salicifolia Cav.
- Stevia samaipatensis B.L.Rob.
- Stevia sanguinea Hieron.
- Stevia santacruzensis Hieron.
- Stevia sarensis B.L.Rob.
- Stevia satureiifolium (Lam.) Cav.
- Stevia scabrella Benth.
- Stevia scabrelloides Soejima & Yahara
- Stevia schiblii B.L.Turner
- Stevia schreiteri B.L.Rob.
- Stevia seemannii Sch.Bip.
- Stevia seemannioides Grashoff
- Stevia seleriana B.L.Rob.
- Stevia selloi (Spreng.) B.L.Rob.
- Stevia serboana B.L.Turner
- Stevia serrata Cav.
- Stevia setifera Rusby ex B.L.Rob.
- Stevia soratensis Hieron.
- Stevia spathulata Cabrera
- Stevia stolonifera Yahara & Soejima
- Stevia strotheriana B.L.Turner
- Stevia stuebelii Hieron.
- Stevia suaveolens Lag.
- Stevia subpubescens Lag.
- Stevia talpensis Grashoff
- Stevia tarijensis Hieron.
- Stevia tenuis Hook. & Arn.
- Stevia tephra B.L.Rob.
- Stevia tephrophylla S.F.Blake
- Stevia tomentosa Kunth
- Stevia totalcoana B.L.Turner
- Stevia totorensis B.L.Rob.
- Stevia triangularis Grashoff
- Stevia triaristata Hieron.
- Stevia trifida Lag.
- Stevia triflora DC.
- Stevia tunariensis Hieron.
- Stevia tunguraguensis Hieron.
- Stevia urceolata Grashoff
- Stevia urticifolia Thunb.
- Stevia vacana B.L.Turner
- Stevia vaccinioides J.Kost.
- Stevia vaga Griseb.
- Stevia velutinella Grashoff
- Stevia vernicosa Greenm.
- Stevia veronicae DC.
- Stevia verticillata Schltdl.
- Stevia viejoana Soejima, Yahara & K.Watan.
- Stevia villaregalis McVaugh
- Stevia villaricensis (B.L.Rob.) Cabrera & Vittet
- Stevia viscida Kunth
- Stevia wageneri Hieron.
- Stevia weberbaueri B.L.Rob.
- Stevia westonii R.M.King & H.Rob.
- Stevia yaconensis Hieron.
- Stevia yalae Cabrera
- Stevia zacatecana McVaugh
- Stevia zaragozana B.L.Turner
- Stevia zephyrantha Grashoff